# Lamma Island
Lamma Island (chiń. trad. 南丫島; pinyin Nányā Dǎo) – trzecia co do wielkości wyspa Hongkongu (po wyspach Lantau i Hongkong), położona na południowy zachód od Hongkongu, należąca administracyjnie do dzielnicy Islands.
Nazwa wyspy pochodzi od jej kształtu przypominającego chiński znak „丫”. Główne ośrodki na wyspie to dwa miasteczka rybackie Sok Kwu Wan na wschodnim krańcu i Yung Shue Wan na zachodnim, gdzie znajduje się świątynia Mazu. W pobliżu Yung Shue Wan znajduje się jaskinia, w której miał ukrywać się XIX-wieczny chiński pirat Cheung Po Tsai a także wykute podczas II wojny światowej w skale doki dla łodzi japońskich kamikadze.
W latach 1960. wyspa była popularnym celem dla hipisów. Niskie ceny nieruchomości oraz dobre połączenia z centrum Hongkongu przyciągnęły w latach 1980. i 1990. mieszkańców z ograniczonym czasowo prawem pobytu w Hongkongu, którym pracodawcy nie dopłacali do wynajmu domu.   

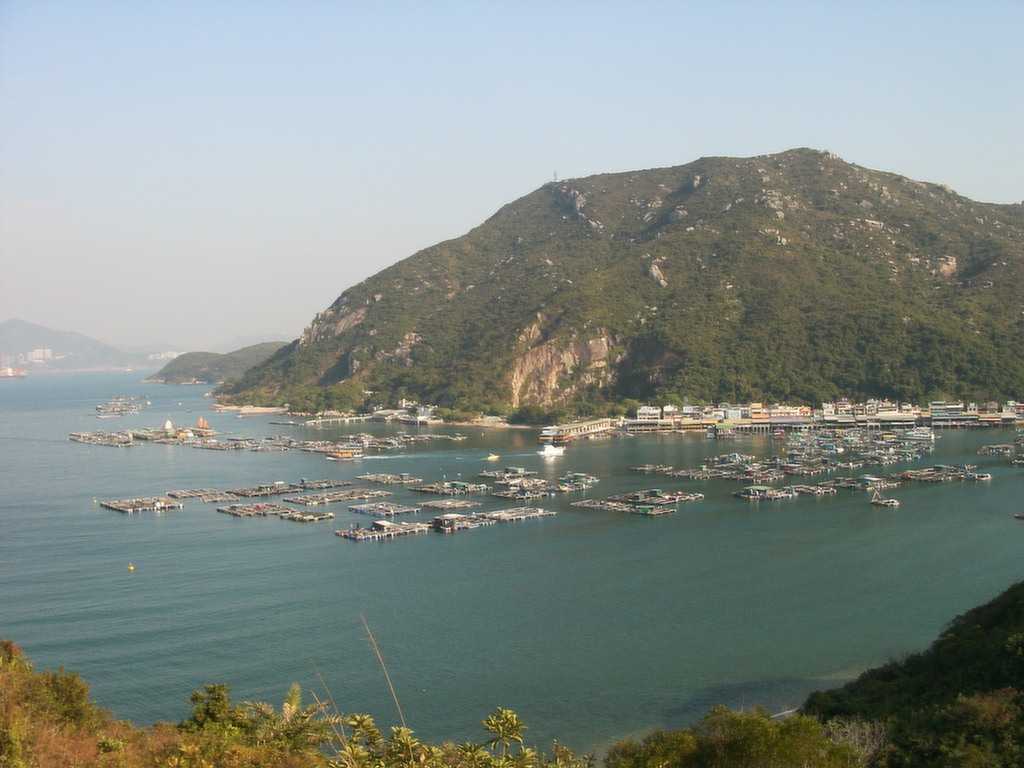
Sok Kwu Wan

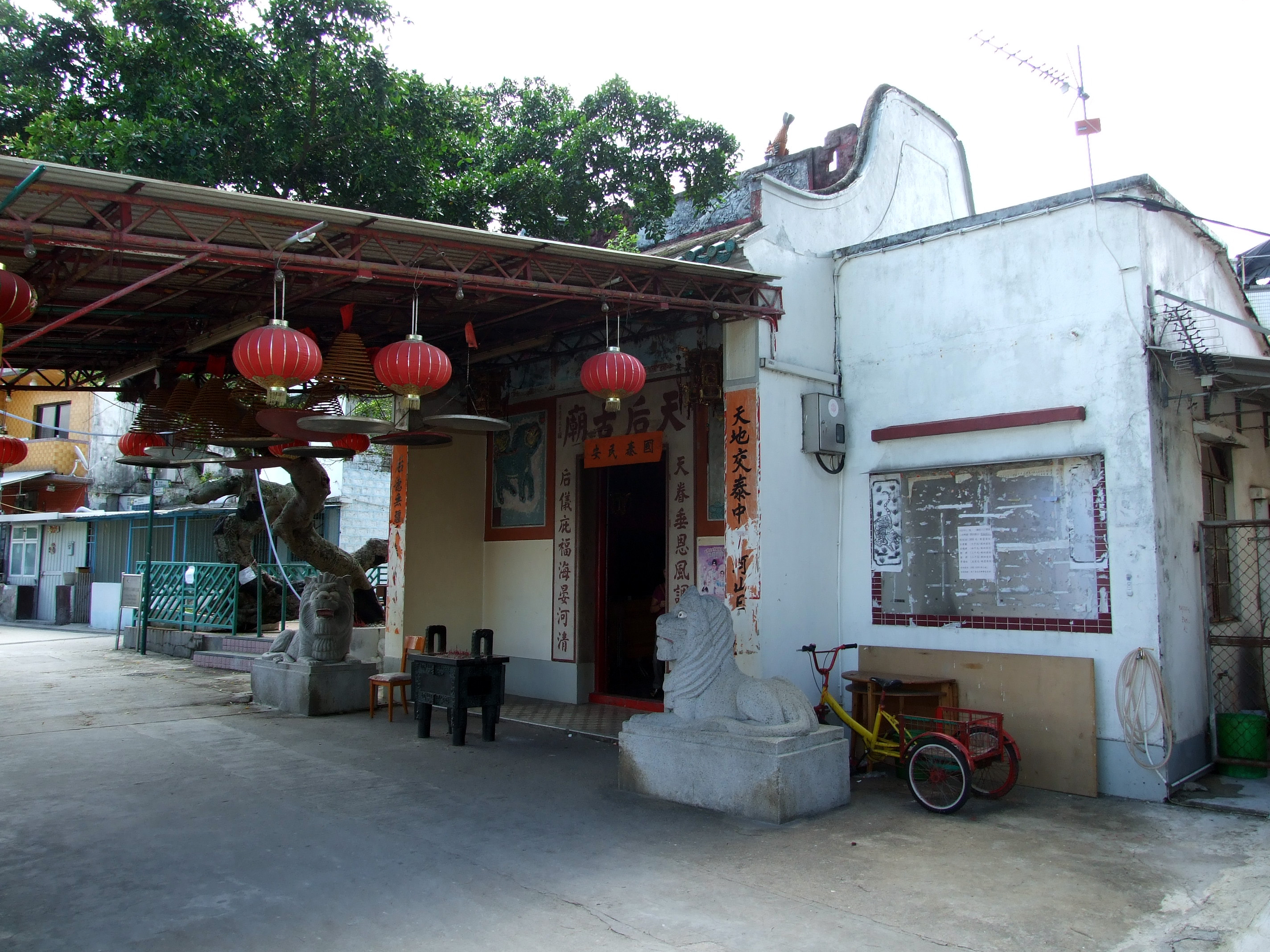
Świątynia Mazu w Yung Shue Wan

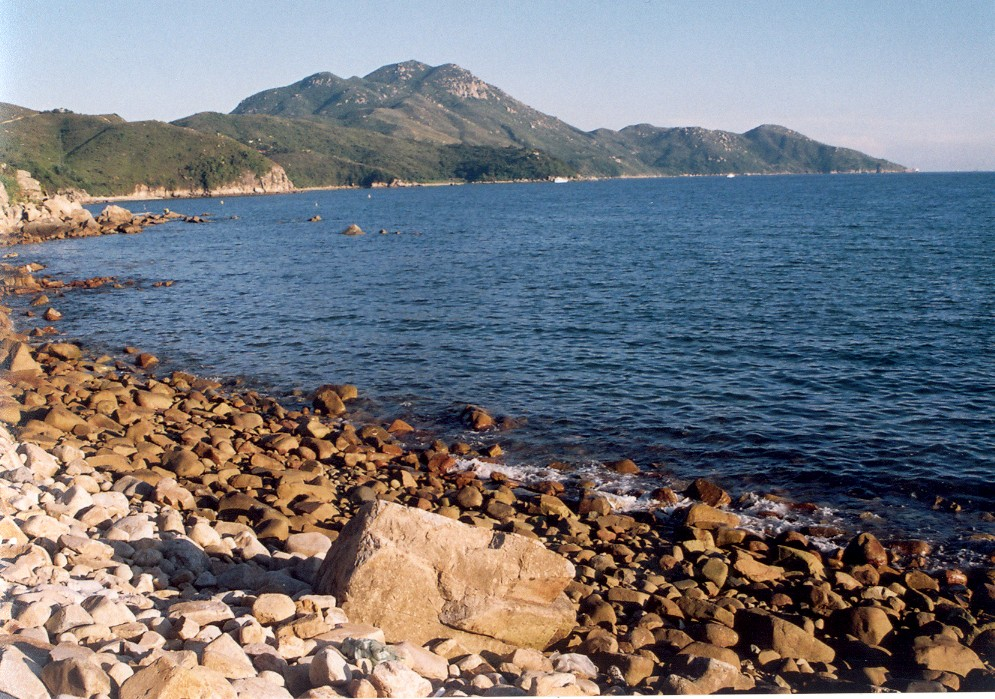
Sham Wan

W przeciwieństwie do innych regionów Hongkongu, wyspa wyróżnia się niską zabudową – prawo zezwala na budowę jedynie domów trzypiętrowych. Ruch samochodowy na wyspie jest ograniczony do małych pojazdów służących do transportu towarów. 
Plaża Sham Wan jest jedynym miejscem w Hongkongu, gdzie żółwie zielone regularnie składają jaja. Dlatego w 1999 roku plaża Sham Wan została ogłoszona strefą o szczególnym znaczeniu dla nauki (ang. Site of Special Scientific Interest) i objęta szczególną ochroną – plaża pozostaje zamknięta od 1 czerwca do 31 października.